# Pedro de Ávila y Zumarán
Pedro de Ávila y Zumarán (1842-1924) fue un ingeniero de montes y botánico español.

## Biografía
Nació en la localidad logroñesa de Cenicero el 3 de septiembre de 1842.
Colaboró en la redacción de la Flora forestal española de Máximo Laguna y fue autor de Zoología descriptiva forestal (1898). Elegido miembro numerario de la Real Academia de Ciencias Exactas, Físicas y Naturales hacia 1902, medalla 14, en sustitución de Máximo Laguna y Villanueva, no tomó posesión del cargo hasta el 9 de mayo de 1915; fue sucedido tras su muerte, que tuvo lugar en noviembre de 1924, por Pedro de Novo y Fernández Chicarro.